# Полицаят и извънземните
„Полицаят и извънземните“ (на френски: Le Gendarme Et Les Extra-Terrestres) е френска кинокомедия от 1979 г. на френския кинорежисьор Жан Жиро. Сценарият е на Ришар Балдучи и Жерар Бейту. Главната роля на полицай Людовик Крюшо се изпълнява от френския киноартист Луи дьо Фюнес. В ролята на старши полицай Жербер участва френският киноартист Мишел Галабрю. Това е петият филм от поредицата за легендарните полицаи от Сен Тропе.

## Сюжет
По време на патрулиране на местност Людовик Крюшо и негов колега наблюдават приземяване на НЛО с формата на голяма летяща чиния. Те веднага докладват за случката на своя шеф Жербер, който просто не иска да повярва, че това е истина. Но когато Крюшо започва да среща двойници на своите колеги разбира, че това са хуманоиди с извънземен произход. Чуждопланетяните се отличават от хората само по това, че пият нефт, а когато почукаш по главите им звучат като празни кофи за смет. Опитва са да се саморазправя с тях, но без успех.

## В ролите
| Актьор           | Роля                                           |
| ---------------- | ---------------------------------------------- |
| Луи дьо Фюнес    | жандарм/старши вахмистър Людовик Моревон Крюшо |
| Мария Мобан      | Жозефа Крюшо                                   |
| Мишел Галабрю    | старшина Жером (Алфонс-Антуан) Жербер          |
| Морис Риш        | жандарм Бопие                                  |
| Жан-Пиер Рамбал  | жандарм Топен                                  |
| Ги Гросо         | жандарм Гастон Трикар                          |
| Мишел Модо       | жандарм Жул Берлико                            |
| Жак Франсоа      | Полковникът                                    |
| Франс Румили     | сестра Клотилда, монахиня                      |
| Жан-Роже Косимон | епископ                                        |
| Марио Давид      | крадец                                         |
| Ламбер Вилсон    | извънземният                                   |